# Unterbuchach
Unterbuchach je naselje občine Cirkno v okraju Šmohor na Koroškem v Avstriji.